# Bárna
Bárna je vas na Madžarskem, ki upravno spada pod podregijo Salgótarjáni Županije Nógrád.